# خدمات إعادة التأهيل الفيدرالية
خدمات إعادة التأهيل الفيدرالية هي منظمة غير ربحية مقرها مانهاتن تقدم التدريب المهني وموارد التوظيف لأولئك الذين يواجهون مشاكل مع الإعاقة ومشاكل متعلقة بالتوظيف.
تأسست في الأصل عام 1935 باسم اتحاد المعوقين والمعاقين، ثم أصبحت اتحاد المعاقين عام 1946، ثم تحولت في النهاية إلى اسمها الحالي عام 1992. كان هذا أحد أول برامج إعادة التأهيل المهني للأشخاص ذوي الإعاقة التي أنشئت في الولايات المتحدة.

## خدمات
يتضمن نهج المنظمة تقييمات مهنية شاملة للمساعدة في تحديد المسارات المهنية للعملاء تليها تدريب مهني في العديد من المجالات بما في ذلك خدمات الحراسة، والفنون الطهوية، وإدخال البيانات/تصوير المستندات، ومهارات المكتب، والضيافة، وخدمات غرفة البريد/المراسلين.
تقدم مدرسة التجارة والأعمال المرخصة من ولاية نيويورك التابعة لـمنظمة فصولاً دراسية صغيرة واهتماماً فردياً من المدربين.
بعد التخرج، يتلقى جميع العملاء المشورة المهنية، وخدمات التوظيف، والدعم المستمر أثناء العمل. يحصل خريجو المنظمة على وظائف في شركات خاصة أو مع المنظمة في نيويورك ونيوجيرسي وواشنطن العاصمة. يتم توفير غالبية الوظائف التي يمكن لـ المنظمة تقديمها من خلال برنامج المصدر المفضل لولاية نيويورك ونيو جيرسي وأربرينام، القدرة على ذلك.
الفيدرالي.
وتدير المنظمة أيضًا وكالة مرخصة للرعاية الصحية المنزلية؛ وChelton Loft، وهو نادٍ للبالغين الذين يعانون من أمراض عقلية شديدة ومستمرة؛ وبرنامج الرعاية الجزئية للصحة العقلية للبالغين ذوي الإعاقات التنموية والأمراض العقلية؛ وبرنامج الشباب للبالغين الشباب الذين ينتقلون إلى القوى العاملة؛ وبرنامج المحاربين القدامى لمساعدة المحاربين العائدين في انتقالهم إلى الحياة المدنية.

## الجدل

### سرقة الأجور
وفي عام 2018، وجد تحقيق أجرته وزارة العمل الأمريكية أن المنظمة قد انتهكت قانون عقد خدمة McNamara-O'Hara في 17 منشأة فيدرالية تخدمها المنظمة في نيويورك ونيوجيرسي، مع انتهاكات بما في ذلك خصم رسوم إدارية لطرف ثالث بشكل غير قانوني من رواتب الموظفين والفشل في دفع المزايا المطلوبة للموظفين، والتي وافقت المنظمة على دفع 2.8 مليون دولار لأكثر من 400 عامل لحل الانتهاكات.
وفي عام 2021، رفعت بريكزيدا أونتي، وهي عاملة في برنامج التوظيف التابع لـ المنظمة، دعوى قضائية جماعية ضد الشركة، زاعمة أن الشركة ارتكبت سرقة أجور ضدها وضد عمال آخرين. توصلت المنظمة إلى تسوية للدعوى القضائية في عام 2023، حيث وافقت على وضع 850 ألف دولار في صندوق تسوية لحوالي 4000 عامل.

### الخصخصة
في 14 فبراير 2020، أعلنت حكومة المحافظين التقدميين في مقاطعة أونتاريو في كندا أنه كجزء من خطتها لإصلاح خدمات التوظيف الحكومية التي يمكن لسكان أونتاريو الوصول إليها، سيتم الإشراف على ثلاث مناطق نموذجية من قبل مدير نظام الخدمة لتحديد الكفاءات والطرق لزيادة استجابة سوق العمل. سيكون مدير نظام الخدمة لمنطقة هاملتون-نياجرا عبارة عن اتحاد بقيادة المنظمة.
وصف الحزب الديمقراطي الجديد، وهو الحزب المعارض الرسمي في أونتاريو، الخطة بأنها "وصفة لكارثة". وأعرب عن قلقه من أن دفع رواتب مديري الخدمات بناءً على نتائج مطابقة الوظائف من شأنه أن يُضعف الخدمات الاجتماعية، وأن المتعاقدين قد يرفضون خدمة الحالات الأكثر صعوبة، أو يضغطون على الناس لقبول وظائف لا تناسبهم، أو يُجبرونهم على العودة إلى العمل قبل الأوان. قال الحزب الديمقراطي الجديد إن خطط الخصخصة المماثلة في المملكة المتحدة وأستراليا لم تنجح، مستشهداً بنظام نشط المتخصص في أستراليا والذي وصفه تقرير صادر عن مجلس الشيوخ الأسترالي بأنه "كابوس بيروقراطي" يحتاج إلى إصلاح شامل.
أعرب وزراء البرلمان الإقليمي في منطقة هاملتون-نياجرا عن قلقهم إزاء مساعي الحكومة المحافظة لخصخصة الخدمات العامة، وعدم كفاية استشاراتها مع أصحاب المصلحة، وعدم اليقين الناتج عن ذلك بالنسبة لمقدمي خدمات التوظيف المحليين.

## الجوائز
- برنامج إعادة التأهيل المتميز من الجمعية الوطنية لإعادة التأهيل[10]
- الجائزة الوطنية للتواصل المجتمعي، من المؤتمر الوطني للمعهد الوطني لعلوم الصحة في هوليوود[11]

## قراءة إضافية
- سجل حافل بالمساعدات؛ اتحاد المعاقين يبدأ عامه الخامس والعشرين بمشروعين طموحين، صحيفة نيويورك تايمز